# Рожер Ібаньєс
Рожер Ібаньєс да Сілва (порт. Roger Ibañez da Silva, нар. 23 листопада 1998, Канела) — бразильський футболіст, центральний захисник саудівського «Аль-Аглі» і національної збірної Бразилії.

## Ігрова кар'єра
Народився 23 листопада 1998 року в бразильському місті Канела в родині бразильця і уругвайки. Вихованець юнацької команди «Греміо Атлетіко Осоріенсе», з якої потрапив до клубу ПРС, у складі якого і дебютував на дорослому рівні у регіональних змаганнях.
У першій половині 2017 року виступав на правах оренди за «Сержипі», взявши участь у 2 матчах чемпіонату штату, після чого так само на правах оренди перейшов у «Флуміненсе» і до кінця року виступав за молодіжну команду до 20 років. Тим не менш, на початку 2020 року команда з Ріо-де-Жанейро підписала п'ятирічний контракт з гравцем. 15 квітня в матчі проти «Корінтіанса» (1:2) він дебютував у бразильській Серії A, а 19 січня 2019 року в поєдинку Ліги Каріока проти «Волта-Редонда» Рожер забив свій перший гол за «Флуміненсе».
У січні 2019 року став гравцем італійської «Аталанти», в якій стикнувся зі значною конкуренцією за місце у складі команди, оскільки клуб вперше в своїй історії перебував у боротьбі за найкращі 4 Серії А та кваліфікацію Ліги чемпіонів УЄФА, чого вони врешті-решт і досягли. В результаті бразилець зміг дебютувати за бергамасків лише 11 травня в матчі проти «Дженоа» в матчі Серії A, замінивши в кінці гри Йосипа Ілічича. Цей матч так і залишився єдиним для гравця у чемпіонаті за «Аталанту». У наступному сезоні він зіграв за команду знову лише один матч, дебютувавши у Лізі чемпіонів 11 грудня 2019 року в грі проти донецького «Шахтаря» (3:0), замінивши Луїса Мурієля на останні 20 хвилин. На той момент «Аталанта» вела з рахунком 1:0 і тренер Джан П'єро Гасперіні вирішив відмовитись від своєї стандартної тактики в три захисники, перейшовши на модель в чотири оборонця. Оскільки Рафаел Толой пропускав гру через дискваліфікацію, а Сімон К'єр через травму, Ібаньєс отримав шанс зіграти у найпрестижнішому європейському турнірі. В підсумку італійці виграли цей матч і змогли вперше у своїй історії вийти до плей-оф Ліги чемпіонів.
27 січня 2020 року перейшов на умовах оренди до «Роми». Угода передбачала зобов'язання викупити контракт бразильця влітку 2021 року за 8 мільйонів євро. На початках бразилець рідко виходив на поле, але з сезону 2020/21 став основним гравцем клубу. 4 березня 2021 року Ібаньєс підписав нову довгострокову угоду з «Ромою» до 30 червня 2025 року. 2022 року Ібаньєс допоміг команді виграти дебютний розіграш Ліги конференцій, зігравши в тому числі і у фінальному матчі проти «Феєнорда» (1:0). Загалом за три з половиною сезони провів за «вовків» 149 ігор в усіх турнірах.
10 серпня 2023 року уклав чотирирічний контракт із саудівським «Аль-Аглі», якому трансфер бразильського захисника обійшовся у 28,5 мільйони євро.

## Виступи за збірні
Протягом 2019–2020 років залучався до складу молодіжної збірної Бразилії. На молодіжному рівні зіграв у 4 офіційних матчах.
У вересні 2022 року дебютував в офіційних матчах у складі національної збірної Бразилії.
| Дата      | Місто  | Господарі | Результат | Гості    | Турнір           | Голи | Примітки |
| --------- | ------ | --------- | --------- | -------- | ---------------- | ---- | -------- |
| 27-9-2022 | Париж  | Бразилія  | 5 – 1     | Туніс    | товариський матч | -    | 78'      |
| 25-3-2023 | Танжер | Марокко   | 2 – 1     | Бразилія | товариський матч | -    |          |
| Усього    |        | Матчів    | 2         |          | Голів            | 0    |          |

## Досягнення
- Переможець Ліги конференцій УЄФА: 2021/22